# Conjecture d'Erdős-Graham
En théorie combinatoire des nombres, la conjecture d'Erdős-Graham, aujourd'hui résolue, assure que dans toute partition finie de l'ensemble des entiers supérieurs ou égaux à 2, un sous-ensemble de l'une des parties peut servir à représenter 1 par un développement en fractions égyptiennes, c'est-à-dire que pour tout r > 0 et toute coloration des entiers 2, 3, 4, … par r couleurs,  il existe un ensemble fini monochrome S tel que
Plus précisément, Paul Erdős et Ronald Graham avaient conjecturé, parmi les nombreux problèmes sur les fractions égyptiennes, l'existence d'une constante b (nécessairement supérieure ou égale à e) telle que pour tout r assez grand, le plus grand élément de S puisse être majoré par br.
Ernest S. Croot III (en) a démontré leur conjecture en 2000 dans sa thèse de Ph.D. puis, en post-doc à l'UC Berkeley, a publié sa preuve dans une revue. La valeur qu'il donne pour b est e167 000. Son résultat est un corollaire d'un théorème où il établit l'existence de représentations de 1 par des fractions égyptiennes pour des ensembles C de nombres lisses dans des intervalles de la forme [X, X1+δ], si C contient assez de nombres pour que la somme de leurs inverses soit au moins égale à 6. La conjecture d'Erdős-Graham s'en déduit en montrant qu'on peut trouver un intervalle de cette forme dans lequel la somme des inverses de tous les nombres lisses vaut au moins 6r ; par conséquent, si les entiers sont colorés par r couleurs, il doit exister une partie C monochrome satisfaisant les conditions de la conjecture.